# Worlds End (2023)
Worlds End (2023) – gala wrestlingu wyprodukowana przez federację i dla zawodników All Elite Wrestling (AEW). Odbyła się 30 grudnia 2023 w Nassau Veterans Memorial Coliseum w Uniondale w stanie Nowy Jork. Emisja była przeprowadzana na żywo przez serwis strumieniowy B/R Live w Ameryce Północnej i za pośrednictwem Triller TV na całym świecie oraz w systemie pay-per-view. Podczas gali odbył się finał inauguracyjnego Continental Classic, który ukoronował inauguracyjnego AEW Continental Championa, a następnie pierwszego zdobywcę Triple Crown w AEW.
Na gali odbyło się trzynaście walk, w tym trzy podczas pre-show Zero Hour. W walce wieczoru, Samoa Joe pokonał MJF-a poprzez techniczne poddanie zdobywając AEW World Championship. W innej ważnej walce, Eddie Kingston pokonał Jona Moxleya wygrywając Continental Classic. Podczas gali odbyła się także ostatnia walka Andrade El Idolo w AEW, ponieważ jego kontrakt wygasł po tej gali.

## Produkcja i rywalizacje
Worlds End oferowało walki profesjonalnego wrestlingu z udziałem wrestlerów należących do federacji All Elite Wrestling. Oskryptowane rywalizacje (storyline’y) kreowane są podczas cotygodniowych gal Dynamite, Rampage oraz Collision. Wrestlerzy są przedstawieni jako heele (negatywni, źli zawodnicy i najczęściej wrogowie publiki) i face’owie (pozytywni, dobrzy i najczęściej ulubieńcy publiki), którzy rywalizują pomiędzy sobą w seriach walk mających budować napięcie. Kulminacją rywalizacji jest walka wrestlerska lub ich seria.

### Turniej Continental Classic
11 listopada na odcinku Collision, prezes AEW Tony Khan ogłosił Continental Classic, 12-osobowy turniej rozgrywany systemem kołowym, podobny do G1 Climax organizacji New Japan Pro-Wrestling (NJPW), który będzie rozgrywany w odcinkach Dynamite, Rampage i Collision, począwszy od odcinka Dynamite z 22 listopada, z półfinałami (promowanymi jako finały ligi) rozgrywanymi 27 grudnia na odcinku Dynamite, a finałem turnieju odbywającym się na Worlds End. Bryan Danielson ogłosił swój udział w Continental Classic pomimo kontuzji kości oczodołu. Eddie Kingston również ogłosił swój udział i będzie bronił swojego mistrzostwa świata ROH siostrzanej promocji Ring of Honor (ROH) oraz mistrzostwo NJPW Strong Openweight Championship we wszystkich meczach turniejowych. Oprócz tych dwóch tytułów zwycięzca turnieju zostanie także inauguracyjnym mistrzem kontynentu AEW, a trzy tytuły będą wówczas wspólnie utrzymywane i bronione pod sztandarem Triple Crown Championship. W finałach ligi na Dynamite: New Year’s Smash, Kingston i Jon Moxley wygrali odpowiednie finały niebieskiej ligi i złotej ligi, ustanawiając w ten sposób finał turnieju na Worlds End.

### MJF vs. Samoa Joe
Na Dynamite: Grand Slam 20 września, MJF pokonał Samoa Joe i obronił mistrzostwo świata AEW. Również podczas tej walki partner tag teamowy MJF-a, Adam Cole, doznał kontuzji stopy po tym, jak zeskoczył z rampy wejściowej, gdy wychodził wspierać MJF-a. Cole następnie nie był w stanie obronić ROH World Tag Team Championship z MJF-em, który miał go bronić podczas pre-show Full Gear Zero Hour 18 listopada. Joe zaproponował, że będzie partnerem MJF-a w obronie tytułu pod warunkiem, że MJF-a dać mu kolejną szansę na mistrzostwo świata AEW. MJF początkowo odmówił, ale ostatecznie się zgodził po tym, jak Joe uratował go przed pobiciem, a oni zachowali tytuł, chociaż MJF doznał lekkiej kontuzji nogi. Na kolejnym odcinku Dynamite, po tym jak Cole przekonał go, by dotrzymał obietnicy, MJF powiedział, że tej nocy będzie bronił mistrzostwo świata AEW przeciwko Joe, ale Joe odmówił, ponieważ zamiast tego chciał zmierzyć się z wyleczonym MJF-em w walce wieczoru na Worlds End w rodzinnym mieście MJF-a na Long Island, a MJF przyjął wyzwanie.

### Christian Cage vs. Adam Copeland
Na WrestleDream, po tym jak Christian Cage obronił mistrzostwo AEW TNT przeciwko Darby’emu Allinowi, Cage, Luchasaurus i Nick Wayne kontynuowali atak na Allina, dopóki Sting nie próbował obronić, ale on również został zaatakowany. Gdy Luchasaurus i Wayne mieli właśnie wystąpić przeciwko Stingowi, Adam Copeland zadebiutował w AEW i uratował Stinga i Allina. Na następnym odcinku Dynamite, Copeland próbował sprowadzić Cage’a do rozsądku i ponownie zjednoczyć się jako zespół, ale Cage odmówił. Doprowadziło to do walki na Full Gear, w którym Copeland, Sting i Allin pokonali The Patriarchy (Cage’a, Luchasaurusa i Wayne’a). Następnie Copeland zmierzył się z Cage o mistrzostwo TNT 6 grudnia na odcinku Dynamite, ale przegrał po wtrąceniu się matki Wayne’a, Shayny, i uderzyła Copelanda pasem tytułowym. 16 grudnia na Collision: Winter Is Coming, Copeland wyzwał Cage’a na No Disqualification match o mistrzostwo TNT na Worlds End, a Cage się zgodził.

### Eight-man tag team match
Na Full Gear, The Golden Jets (Kenny Omega i Chris Jericho) pokonali The Young Bucks (Matta Jacksona i Nicka Jacksona), zdobywając tym samym o tych ostatnich walkę o AEW World Tag Team Championship. Podczas Dynamite: Winter Is Coming 13 grudnia, The Golden Jets wezwali mistrzów Ricky’ego Starksa i Big Billa, aby ustalić walkę o tytuł na Worlds End, co zostało zaakceptowane. Jednak dwa dni później, 15 grudnia, Omega ujawnił, że autentycznie zdiagnozowano u niego zapalenie uchyłków, co wykluczyło go na czas nieokreślony i odwołał walkę na Worlds End. 23 grudnia podczas Collision: Holiday Bash, Jericho ogłosił, że w nieznanym terminie znajdzie nowego partnera na walkę o mistrzostwo. W następnym tygodniu podczas Dynamite: New Year’s Smash, Jericho uratował powracającego Sammy’ego Guevrę przed pobiciem przez The Don Callis Family (Powerhouse Hobbs, Konosuke Takeshita i Kyle Fletcher), a Starks i Bill następnie wyszli, by zaatakować Jericho i Guevrę. Następnie Sting and Darby Allin wyszli, aby pomóc Jericho i Guevarze oczyścić ring. Później na Worlds End zaplanowano eight-man tag team match, w którym drużyna złożona z Jericho, Guevary, Stinga i Allina zmierzy się z drużyną Starksa, Billa, Hobbsa i Fletchera.

## Wyniki walk
| Nr                                                                   | Wyniki | Stypulacje | Czas  |
| -------------------------------------------------------------------- | --- | --- | ----- |
| 1P                                                                   | Willow Nightingale pokonała Kris Statlander poprzez pinfall | Singles match | 13:25 |
| 2P                                                                   | Killswitch wygrał eliminując jako ostatniego Trenta Berettę | 20-osobowy Battle Royale o przyszłą walkę o AEW TNT Championship | 13:50 |
| 3P                                                                   | Hook (c) pokonał Wheelera Yutę poprzez submission | FTW Rules match o FTW Championship | 10:20 |
| 4                                                                    | Blackpool Combat Club (Claudio Castagnoli, Bryan Danielson), Mark Briscoe i Daniel Garcia pokonał Brody’ego Kinga, Jaya White’a, Jaya Lethala i Rusha poprzez pinfall                                   | Eight-man tag team match | 17:50 |
| 5                                                                    | Miro pokonał Andrade El Idolo (z CJ) poprzez submission | Singles match | 14:45 |
| 6                                                                    | "Timeless" Toni Storm (c) (z Lutherem) pokonała Riho poprzez pinfall | Singles match o AEW Women’s World Championship | 11:40 |
| 7                                                                    | Swerve Strickland (z Prince Naną) pokonał Dustina Rhodesa poprzez pinfall | Singles match | 9:30  |
| 8                                                                    | Le Sex Gods (Chris Jericho i Sammy Guevara), Sting i Darby Allin pokonał Ricky’ego Starksa, Big Billa i The Don Callis Family (Konosuke Takeshitę i Powerhouse Hobbsa) (z Don Callisem) poprzez pinfall | Eight-man tag team match | 15:40 |
| 9                                                                    | Juila Hart (c) pokonała Abadon poprzez pinfall | "House Rules" match o AEW TBS Championship Stypulacją Abadon było to, że gryzienie jest legalne.                                                                     | 11:55 |
| 10                                                                   | Adam Copeland pokonał Christiana Cage’a (c) (z Shayną Wayne i "The Prodigy" Nickiem Waynem) poprzez pinfall                                                                                             | No Disqualification match o AEW TNT Championship | 25:00 |
| 11                                                                   | Christian Cage (z Shayną Wayne, "The Prodigy" Nickiem Waynem i Killswitchem) pokonał Adama Copelanda (c) poprzez pinfall                                                                                | Singles match o AEW TNT Championship Cage natychmiast wykorzystał title shota zdobytego przez Killswitcha na pre-show.                                               | 0:11  |
| 12                                                                   | Eddie Kingston (c) pokonał Jona Moxleya poprzez pinfall | Finał turnieju Continental Classic o American Triple Crown Championship (ROH World Championship, NJPW Strong Openweight Championship i AEW Continental Championship) | 17:20 |
| 13                                                                   | Samoa Joe pokonał MJF-a (c) poprzez techniczne poddanie | Singles match o AEW World Championship | 17:50 |
| (c) – mistrz/mistrzyni przed walkąP – walka miała miejsce w pre-show | | |       |

Uwagi
1. ↑  Kolejność eliminacji: Serpentico, Dalton Castle, Johnny TV, Lee Johnson, Angelo Parker, Alex Reynolds, John Silver, Kip Sabian, Bryan Keith, Matt Menard, Christopher Daniels, Rocky Romero, Darius Martin, Action Andretti, The Blade, The Butcher, Lance Archer, Danhausen i Trent Beretta.
2. ↑  Pierwotnie Strickland miał zmierzyć się z Keithem Lee, ale tuż przed galą Lee nie uzyskał zgody lekarskiej na udział w walce, więc został zastąpiony przez swojego partnera z tag teamu Naturally Limitless, Rhodesa.
3. ↑  Kingston był ówczesnym ROH World i NJPW Strong Openweight Championem.

### Turniej Continental Classic
| Legenda | Awans do finału ligi |

| Liga niebieska     | Liga niebieska | Liga złota        | Liga złota |
| ------------------ | -------------- | ----------------- | ---------- |
| Bryan Danielson    | 10             | Jon Moxley        | 12         |
| Eddie Kingston     | 9              | Swerve Strickland | 12         |
| Andrade El Idolo   | 9              | Jay White         | 12         |
| Claudio Castagnoli | 7              | Rush              | 6          |
| Brody King         | 6              | Mark Briscoe      | 3          |
| Daniel Garcia      | 3              | Jay Lethal        | 0          |

| Liga niebieska | Andrade            | Castagnoli         | Danielson         | Garcia             | King               | Kingston           |
| -------------- | ------------------ | ------------------ | ----------------- | ------------------ | ------------------ | ------------------ |
| Andrade        | —                  | Castagnoli (15:33) | Andrade (18:33)   | Andrade (11:02)    | Andrade (14:45)    | Kingston (15:39)   |
| Castagnoli     | Castagnoli (15:33) | —                  | Remis (20:00)     | Castagnoli (10:27) | King (12:34)       | Kingston (18:04)   |
| Danielson      | Andrade (18:33)    | Remis (20:00)      | —                 | Danielson (15:35)  | Danielson (15:11)  | Danielson (16:50)  |
| Garcia         | Andrade (11:02)    | Castagnoli (10:27) | Danielson (15:35) | —                  | Garcia (10:21)     | Kingston (12:12)   |
| King           | Andrade (14:45)    | King (12:34)       | Danielson (15:11) | Garcia (10:21)     | —                  | King (16:41)       |
| Kingston       | Kingston (15:39)   | Kingston (18:04)   | Danielson (16:50) | Kingston (12:12)   | King (16:41)       | —                  |
| Liga złota     | Briscoe            | Lethal             | Moxley            | Rush               | Strickland         | White              |
| Briscoe        | —                  | Briscoe (13:53)    | Moxley (11:29)    | Rush (11:25)       | Strickland (15:44) | White (11:19)      |
| Lethal         | Briscoe (13:53)    | —                  | Moxley (11:19)    | Rush (4:30)        | Strickland (13:51) | White (11:24)      |
| Moxley         | Moxley (11:29)     | Moxley (11:19)     | —                 | Moxley (14:32)     | Moxley (16:23)     | White (15:09)      |
| Rush           | Rush (11:25)       | Rush (4:30)        | Moxley (14:32)    | —                  | Strickland (14:53) | White (13:53)      |
| Strickland     | Strickland (15:44) | Strickland (13:51) | Moxley (16:23)    | Strickland (14:53) | —                  | Strickland (15:27) |
| White          | White (11:19)      | White (11:24)      | White (15:09)     | White (13:53)      | Strickland (15:27) | —                  |

|  |                                                    |                                                    |                                                    |            |       |                                           |                                           |                                           |
|  | Finały lig Dynamite: New Year’s Smash (27 grudnia) | Finały lig Dynamite: New Year’s Smash (27 grudnia) | Finały lig Dynamite: New Year’s Smash (27 grudnia) |            |       | Finał mistrzowski Worlds End (30 grudnia) | Finał mistrzowski Worlds End (30 grudnia) | Finał mistrzowski Worlds End (30 grudnia) |
|  | Finały lig Dynamite: New Year’s Smash (27 grudnia) | Finały lig Dynamite: New Year’s Smash (27 grudnia) | Finały lig Dynamite: New Year’s Smash (27 grudnia) |            |       | Finał mistrzowski Worlds End (30 grudnia) | Finał mistrzowski Worlds End (30 grudnia) | Finał mistrzowski Worlds End (30 grudnia) |
|  |                                                    |                                                    |                                                    |            |       |                                           |                                           |                                           |
|  |                                                    |                                                    |                                                    |            |       |                                           |                                           |                                           |
|  | Bryan Danielson                                    | Bryan Danielson                                    | 22:37                                              |            |       |                                           |                                           |                                           |
|  | Bryan Danielson                                    | Bryan Danielson                                    | 22:37                                              |            |       |                                           |                                           |                                           |
|  | Eddie Kingston                                     | Eddie Kingston                                     | Pin                                                |            |       |                                           |                                           |                                           |
|  | Eddie Kingston                                     | Eddie Kingston                                     | Pin                                                |            |       | N                                         | Eddie Kingston                            | Pin                                       |
|  |                                                    |                                                    |                                                    |            |       | N                                         | Eddie Kingston                            | Pin                                       |
|  |                                                    |                                                    | Z                                                  | Jon Moxley | 17:20 |                                           |                                           |                                           |
|  | Jon Moxley                                         | Jon Moxley                                         | Z                                                  | Jon Moxley | 17:20 | Pin                                       |                                           |                                           |
|  | Jon Moxley                                         | Jon Moxley                                         |                                                    |            |       |                                           |                                           |                                           |
|  | Swerve StricklandJay White                         | Swerve StricklandJay White                         | 23:14                                              |            |       |                                           |                                           |                                           |
|  | Swerve StricklandJay White                         | Swerve StricklandJay White                         | 23:14                                              |            |       |                                           |                                           |                                           |
|  |                                                    |                                                    |                                                    |            |       |                                           |                                           |                                           |